# Cataluña. El pescado
Cataluña. El pescado es un lienzo al óleo de 4,85 x 3,51 pintado en 1915 por el pintor español Joaquín Sorolla. El cuadro fue un encargo del hispanófilo Archer Milton Huntington, que pretendía decorar con grandes cuadros la biblioteca de la Sociedad Hispánica de América de Nueva York. Forma parte de un conjunto de 14 paneles de gran formato, entre todos miden 200 m², denominados Visión de España, considerados la obra maestra de Sorolla.

## Historia
En 1911, Sorolla empezó el proyecto para la Sociedad Hispánica de América y viajó solo por toda la península ibérica durante seis años tomando apuntes, realizando esbozos y pintando al aire libre los plafones. El primero fue "Fiesta del pan. Castilla", el más colosal, y el último "La pesca del atún. Ayamonte", considerado el mejor, que terminó el 29 de junio de 1919, afectado de fuertes temblores y muy cansado.
Para el mural de Cataluña, el 15 de septiembre de 1915, Sorolla se instaló en Barcelona, donde ya había hecho una breve estancia antes y donde se había entusiasmado con el puerto. Pero rechazó este motivo como escenario de su obra y empezó a buscar otro lugar que fuera emblemático de la costa mediterránea. En la investigación, centrada en playas y acantilados, fue aconsejado por los artistas Carlos Vázquez, Anglada Camarasa y Santiago Rusiñol que le mostraron la costa de Arenys de Mar, Tarragona y Sitges. Finalmente, Carlos Vázquez le descubrió la playa de Santa Cristina de Lloret de Mar, que lo convenció definitivamente. Después continuaron sus dudas, ahora sobre los catalanes que tenía que pintar: «He tropezado con la falta de carácter pintoresco en las gentes.»

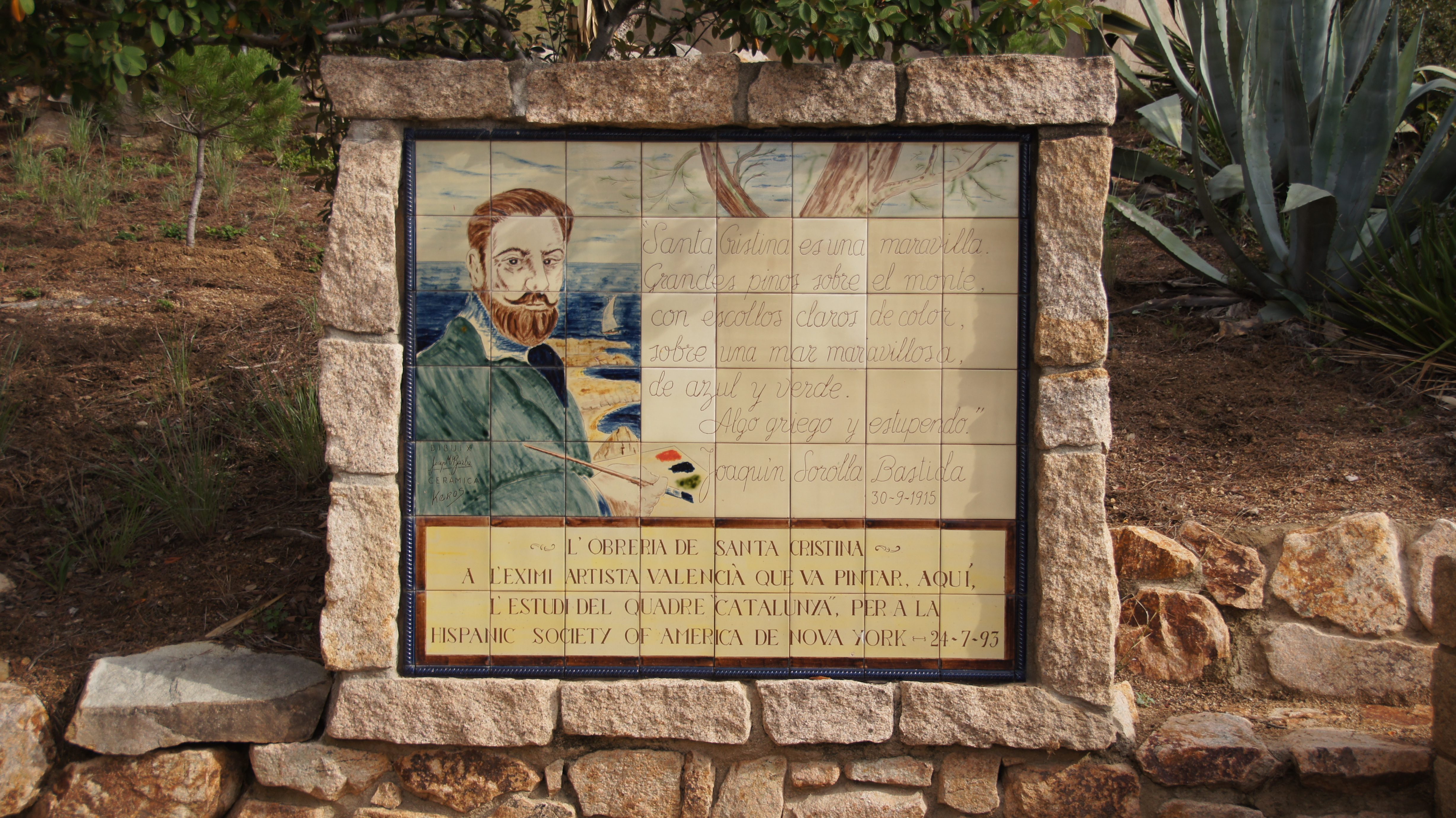
Placa a Joaquim Sorolla, junto a la Ermita de Santa Cristina, lugar donde hizo el estudio de la obra

En la playa de Santa Cristina de Lloret de Mar hizo el estudio paisajístico que le serviría de fondo para realizar su obra. El estudio media 0,70 por 1 m, aunque el mural definitivo midió 4,85 x 3,51. El 30 de septiembre de 1915 el artista escribió a su familia: “Santa Cristina es una maravilla. Grandes pinos sobre la montaña, con escollos claros de color, sobre una mar maravillosa, de azul y verde. Algo griego y estupendo.” A mediados de noviembre volvió a Madrid por su pésimo estado de salud. En diciembre de 1915 acabó el mural.
En 1992, la cala de Santa Cristina fue identificada por Sebastià Ruscalleda cómo lugar concreto del escenario del mural, y no en un lugar indeterminado de la costa catalana, cómo muchos historiadores y críticos de arte sostenían. Ruscalleda se puso en contacto con la bisnieta del pintor valenciano, Blanca Pons Sorolla, que le leyó una de las cartas enviadas a su esposa, Clotilde García del Castillo, donde describía la cala de Lloret. En 1993, Ruscalleda publicó un libro sobre este descubrimiento titulado “Sorolla en Santa Cristina“.

## Descripción
Sorolla dudó mucho más que en los otros murales sobre donde situar la escena del que sería el décimo mural. Inicialmente el motivo del cuadro tenía que ser el puerto de Barcelona. Aun así, más tarde decidió dar prioridad al pescado, pero trasladando el escenario a la playa de Santa Cristina en Lloret de Mar.
Rodeada de pinos, la cala de Santa Cristina ocupa el fondo paisajístico de este óleo sobre lienzo. Es una composición simbólica que evoca la pesca y su comercialización. El comisario Felipe Garín ve claras influencias de Cézanne en la resolución de los pinos. Representa un mercado de pescado del barrio de la Barceloneta, lugar emblemático que en 1915 todavía estaba muy activo. Aun así, para evocar la belleza del paisaje catalán transportó de una manera mágica la escena a la cala de Santa Cristina en la Costa Brava, mucho más al norte y lugar de la procesión de Santa Cristina, cada 24 de julio.
En el cuadro vuelve a surgir el típico eje cromático sorollista blanco-moratón, pero con más fuerza que antes: el blanco sigue una línea rota a través de las ropas de las mujeres, desde la izquierda hasta la camisa de la mujer del centro de la composición.